# Spoorbrug Westerdokseiland
De Spoorbrug Westerdokseiland (brug nr. 19S) is een voormalige spoorbrug in de Nederlandse hoofdstad Amsterdam. De brug verbond de sporen van het Centraal Station met het toenmalige emplacement op het Westerdokseiland.

## Geschiedenis
Na aanplemping van het Westerdokseiland aan de al uit 1830 stammende Westerdoksdijk in 1878 werd ook een emplacement voor het toen nieuwe Centraal Station aangelegd. Er was hier ook een vrachtstation en douaneloodsen. Er werd toen ook een sluis gebouwd die toegang gaf tot het Westerdok, de Westertoegang. Brug 19S lag over deze vaarweg, en was gebouwd als driedelig viaduct, met een draaibaar middendeel.
Op dit emplacement stonden tot mei 1974 onder meer de dieselvijftreinstellen van de spoorlijn Zaandam - Enkhuizen opgesteld en werden er getankt. Die maand werd de spoorlijn geëlektrificeerd en verdwenen de dieseltreinen van het emplacement en was het afgelopen met de geluidsoverlast van de ronkende dieseltreinen.
Nadat er al steeds minder van het emplacement gebruik was gemaakt, werd in de jaren negentig van de 20e eeuw het emplacement verlaten. Desalniettemin werd in het nieuwe VL/TC gebouw (De "vliegende schotel" met de verkeersleiding van de spoorwegen) nog wel een binnendoorgang gebouwd waardoor treinen via de brug het emplacement konden bereiken.

## Nieuwe bestemming
In de eerste jaren van de 21e eeuw werd het Westerdokseiland overgeleverd aan de projectontwikkelaars die er luxe appartementencomplexen neerzetten. Het verhoogde deel van het emplacement werd afgegraven, en de landhoofden en het viaduct op het Westerdokseiland zijn gesloopt. Op het beweegbaar deel van de brug is een duur horeca-etablissement gebouwd naar een ontwerp van de Architekten Cie., dat via een nieuwe trap en steiger bereikbaar is. Het klassieke wenteltrappetje dat voor onderhoudswerkzaamheden gebruikt werd is nog wel aanwezig, evenals het brughoofd en viaductdeel dat over de Westerdokskade leidt. Er leiden twee andere bruggen over de Westertoegang; de Westerdoksluis (brug 314), en de Han Lammersbrug (brug 2202).

## Foto's

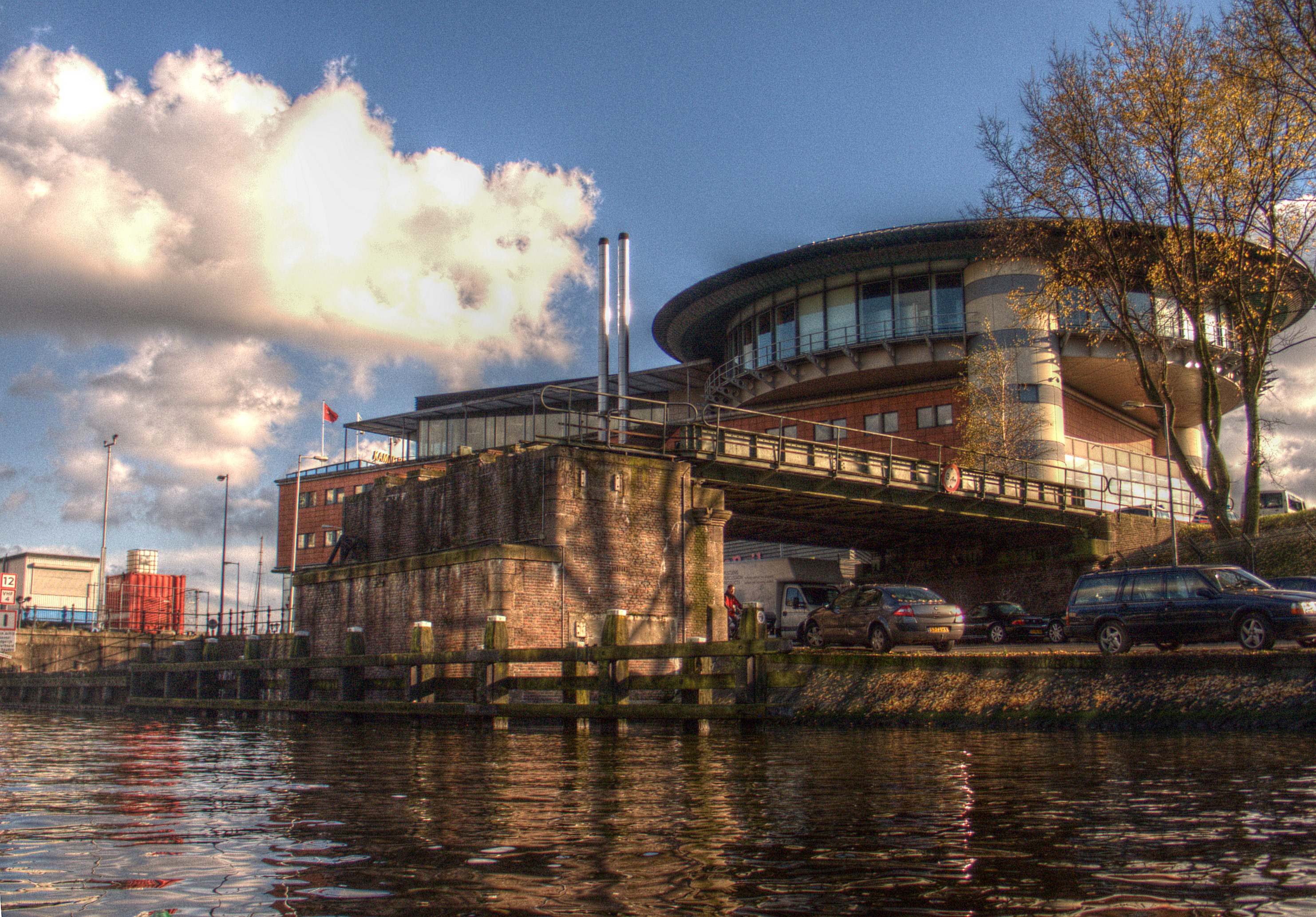
Brugresten op Westerdokskade, VL/TC gebouw op de achtergrond; oktober 2012
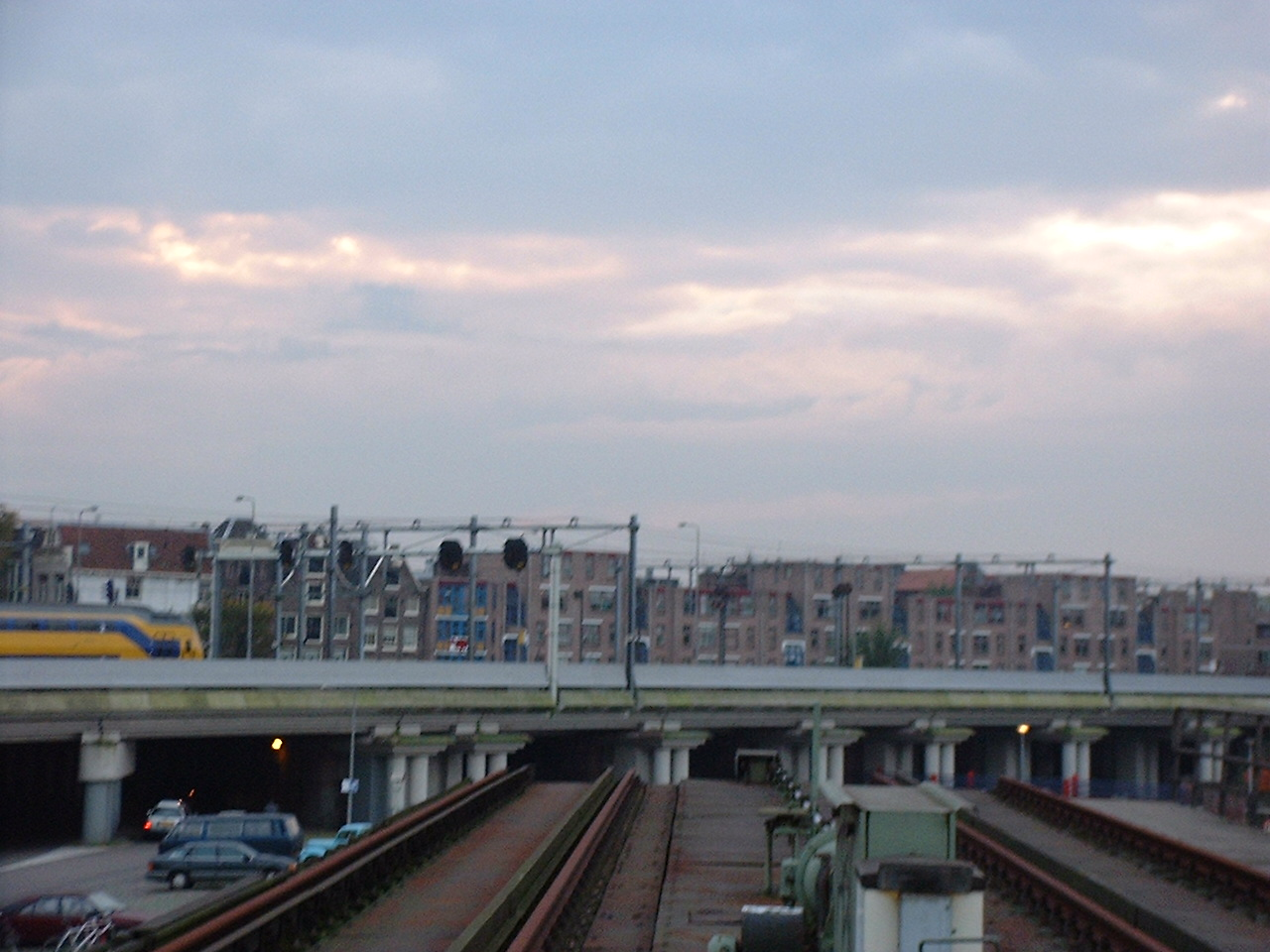
Uitzicht op de Haarlemmer Houttuinen vanaf het middendeel van de spoorbrug; oktober 2000
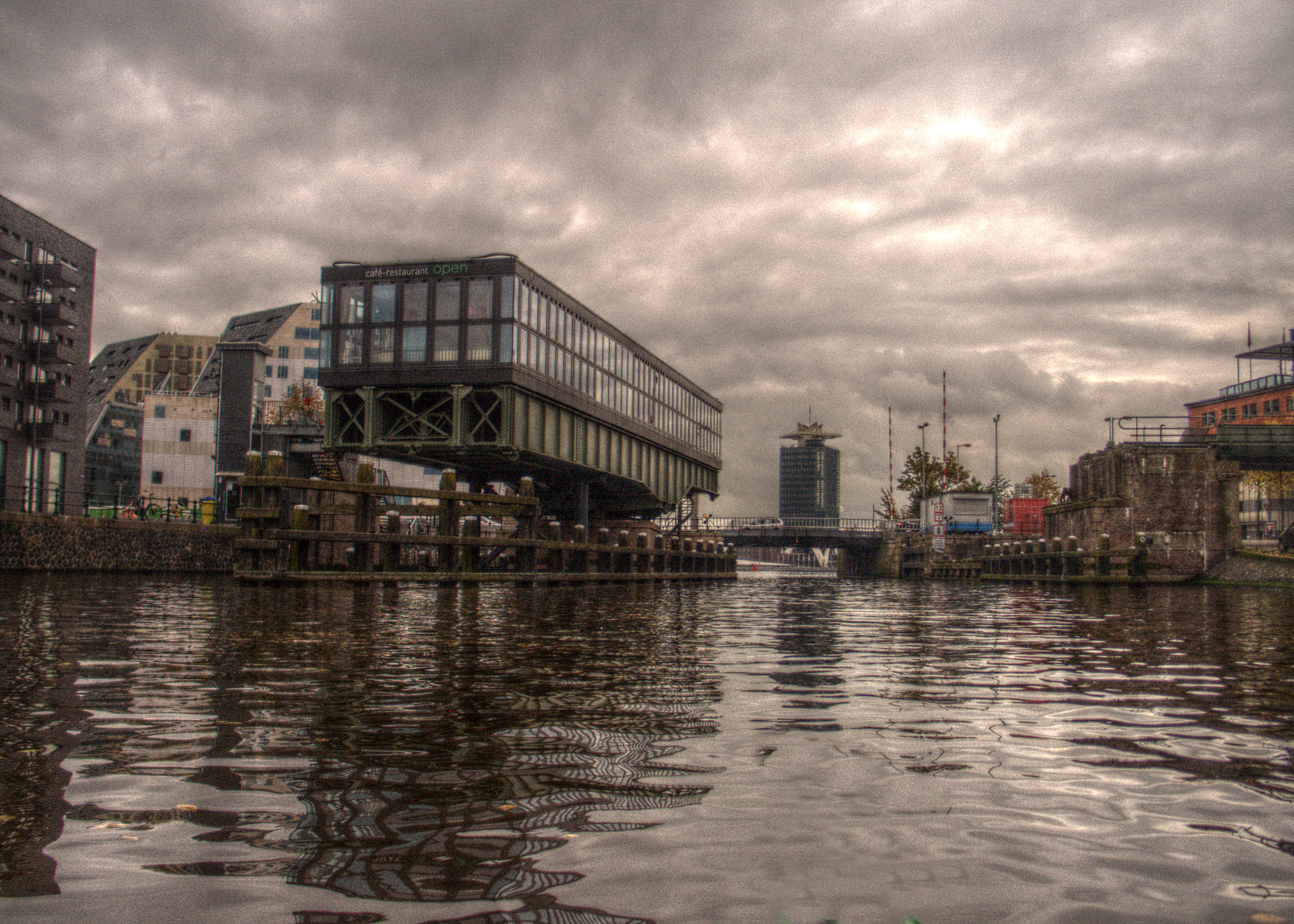
Horeca-uitspanning op het voormalige middendeel. Het draaimechanisme is naar alle waarschijnlijkheid niet meer in werkende staat; november 2012